# Magnus Eriksson (friidrottare)
Magnus Eriksson var en svensk idrottsman (långdistanslöpare) som tävlade för Gais. 1897 blev han svensk mästare på 10 000 meter (tid 44.26,2). Vid samma mästerskap var han först i mål även på 1 500 meter, men diskvalificerades efter att ha sprungit om några medtävlare på banans insida. I stället kunde Paul Pehrsson från Örgryte IS försvara guldmedaljen från året dessförinnan.